# 芬頓 (伊利諾伊州)
芬頓（英語：Fenton）是位於美國伊利諾伊州懷特塞德縣的一個非建制地區。該地的面積和人口皆未知。

## 地理
芬頓的座標為41°43′50″N 90°01′48″W / 41.73056°N 90.03000°W，而該地的平均海拔高度為189米（即620英尺）。